# Сотворение любви
«Сотворение любви» — художественный фильм молдавского кинорежиссёра Валерия Жереги по автобиографической повести Якова Тихмана «Мотл-Шотхен» (идиш Мотл-сват).

## Сюжет
1930—50-е годы. Еврейское местечко на Украине. Из тех, что существовали в это время, а потом исчезли; эхо того бытия и исчезновения звучит до сих пор. К их тайне возвращается взгляд…
Местечко Зиньков — затерянный рай, не отмеченный на карте СССР, выпавший из системы. Оно как будто над землёй. Здесь живут в мире и согласии народы и конфессии — синагога, православная церковь, костёл; есть и наследство от Польского королевства — старая крепость.
И вот является человек в гимнастёрке, которому открывается страшная правда: местечко едва не ускользнуло от общей участи!
И пришла система. И привела с собой войну, которая, казалось, окончательно разрушит всё человеческое — вплоть до самих людей…

## В ролях
| Актёр                  | Роль                          |
| ---------------------- | ----------------------------- |
| Саша (Исраэль) Демидов | Мотл                          |
| Рада Иксарь            | Двойра Шамис                  |
| Михаил Козаков         | Наум Трахт                    |
| Мария Плоае            | Ривка (жена Наума)            |
| Игорь Слободской       | Пиня (отец Двойры)            |
| Ирина Бразговка        | Бася (жена Пини, мать Двойры) |
| Генадие Гылкэ          | Шломо (сын Наума)             |
| Виктор Косых           | человек в гимнастёрке         |
| Кристиан Жереги        | гитлерюгендовец               |
| Бутучел Анна-Стасия    | Молка                         |

| Актёр                      | Роль            |
| -------------------------- | --------------- |
| Александр Панкратов-Чёрный | «Турок»         |
| Саша Рогатюк               | Бума            |
| Любовь Богдан              | румяная женщина |
| Нелли Каменева             | бабушка Шломо   |
| Владимир Гойхман           | Самуил          |
| Юрий Андрющенко            | Богдан          |
| Анжела Чобану              | Фроська         |
| Ион Мокану                 |                 |
| Марчел Лунгу               |                 |

## Съёмочная группа
- Автор сценария: Валериу Жереги
- Режиссёр-постановщик: Валериу Жереги
- Оператор: Анатолий Иванов
- Художники: Илие Иову, Юрие Матей
- Операторы: Владимир Корнилов, Александр Клешнин
- Звукорежиссёр: Юрий Чайка
- Композитор: Василе Гойя
- Редактор: Елена Кушнир
- Директор картины: Михай Дэнилэ
- Генеральный продюсер: Яков Тихман

## Премии
Третий международный Смоленский кинофестиваль «Новое кино XXI век» (2006 г.)
- Приз зрительских симпатий
- Приз за лучшую операторскую работу
- Приз за лучшую сценографию